# Tranvia della Certosa di Pavia
La tranvia della Certosa di Pavia era una linea tranviaria a cavalli che collegava la Certosa di Pavia alla vicina stazione ferroviaria dal 1913 al 1944.

## Storia
Nel 1896 il cavalier Ignazio Maria Giraud presentò alla direzione della Società per le Strade Ferrate del Mediterraneo una proposta per collegare con una tranvia elettrica la stazione di Certosa di Pavia, situata sulla ferrovia Milano-Pavia, alla Certosa, favorendo così il turismo e l'attività di Giraud, che nel 1892 aveva ottenuto in concessione alcuni locali dell'abbazia per produrvi liquori con il marchio Gra.Car. Fu quindi presentato un progetto secondo il quale, partendo dal piazzale della stazione, si sarebbe giunti all'ingresso del monumento passando all'interno del bosco dei Certosini.
Con la statalizzazione delle ferrovie italiane e la nascita delle Ferrovie dello Stato il progetto si bloccò, per riprendere nel 1909 grazie all'interessamento del cavalier Enrico Maddalena, genero di Giraud e nuovo direttore della fabbrica Gra.Car: invece di una tranvia elettrica si preferì impiantare una tranvia a cavalli.
Ottenuta la concessione per la linea nel settembre 1912, i lavori iniziarono nel luglio 1913, e la tranvia fu inaugurata il successivo 1º settembre. Il tragitto era compiuto in cinque minuti, e si effettuavano dalle tre alle quattro coppie di corse al giorno.
Con lo scoppio della prima guerra mondiale la tranvia cessò l'attività a causa della requisizione dei cavalli ordinata dal Ministero della guerra. Il servizio riprese il 1º marzo 1919.
Cessato il conflitto si pensò di rinnovare la tranvia introducendo mezzi con motore a scoppio: nel biennio 1919-1920 furono contattate le società The Motor Royal And Tram Car Company Limited e Arthur Koppel per fornire nuovi rotabili, ma le trattative furono abbandonate; si tentò anche di motorizzare una delle due carrozze a cavalli esistenti con il motore di un autocarro Fiat 18 BL.
La Seconda guerra mondiale portò a diminuire le corse della tranvia, che nel 1942 sospese l'attività a causa della requisizione dei cavalli; riottenuto un quadrupede il servizio riprese con orario ridotto, per poi cessare nel 1944. Terminata la guerra gli eredi del cav. Maddalena pensarono di riaprire la linea, ma il cattivo stato dell'armamento e la concorrenza del trasporto su gomma fecero desistere dall'idea.
I binari, ancora visibili negli anni Ottanta del XX secolo, furono rimossi nel 2009.

## Caratteristiche della linea
La tranvia era a scartamento metrico, a binario singolo con un raddoppio per gli incroci; la sua lunghezza era di poco più di un chilometro.

## Percorso
| Unknown route-map component "CONTgq" | Station on transverse track | Unknown route-map component "CONTfq" |

|  | Unknown route-map component "uexKBHFa" |

|  | Unused straight waterway |

|  | Unknown route-map component "uexKBHFe" |

La tranvia partiva dall'ingresso della Certosa, costeggiava il muro di cinta della stessa, attraversava la strada provinciale e raggiungeva la stazione ferroviaria.

## Materiale rotabile
Sulla tranvia prestavano servizio due carrozze, acquistate di seconda mano dalla rete tranviaria di Genova, trainate ognuna da un cavallo.
Le due vetture sono a tutt'oggi (2021) ancora esistenti: una dopo essere stata conservata a Ranco presso il museo dei trasporti di Francesco Ogliari, si trova presso il museo di Volandia nell'aeroporto di Malpensa mentre l'altra si trovava a Milano presso la ditta Gra.Car., poi spostata presso la Certosa di Pavia, dove attualmente è collocata nel cortile del vicino bar ristorante.